# Milena Raičević
Milena Raičević, tidigare Knežević, född 12 mars 1990 i dåvarande Titograd (nuvarande Podgorica) i SFR Jugoslavien, är en montenegrinsk handbollsspelare. Hon är högerhänt och spelar i anfall som vänsternia eller mittnia. Hon har under hela sin karriär utom ett år spelat för ŽRK Budućnost.

## Klubblagskarriär
Raičević spelade för den montenegrinska klubben ŽRK Budućnost Podgorica från 2000. Med Budućnost vann hon cupvinnarcupen i handboll 2010, EHF Champions League 2012 och 2015, samt mästerskapet och cupen 2009, 2010, 2011, 2012, 2013, 2014, 2015, 2016, 2017, 2018, 2019 och 2020. Från oktober 2020 pausade hon  sin karriär på grund av graviditet.  Säsongen 2021–22 hade hon kontrakt med den turkiska klubben Kastamonu GSK, med vilken hon vann både det turkiska mästerskapet och den turkiska cupen.  Sommaren 2022 återvände hon till ŽRK Budućnost Podgorica. 

## Landslagskarriär
2007 väckte Raičević först internationell uppmärksamhet när hon blev skyttekung i U17-EM med 65 mål. Vid U20-VM 2010 slutade hon överraskande 3: a med det montenegrinska laget. I slutet av turneringen blev Raičević uttagen till All Star-Team. 
Raičevićs första internationella turnering med det montenegrinska damlandslaget var EM 2010. Ett år senare följde nästa stora turnering för henne med VM. Milena Knežević tog sedan  OS-silver i damernas turnering i samband med de olympiska handbollstävlingarna 2012 i London. Samma år vann hon EM med Montenegro efter finalseger över Norge.  Hon deltog även vid olympiska sommarspelen 2016 i Rio de Janeiro. Vid EM 2022 vann hon bronsmedaljen med Montenegro. Under turneringen 2022 gjorde Raičević 12 mål på 25 skott.